# Професионална гимназия по транспорт и строителство „Христо Смирненски“
ПГТС „Христо Смирненски“ е училище в град Разград, на адрес: ул. „Гаврил Кръстевич“ № 1. Има само една учебна смяна.